# تفجير سوق السيدية فبراير 2007
تفجير سوق السيدية هو تفجير إرهابي وقع في فبراير 2007 عندما تم تفجير شاحنة مفخخة كبيرة في سوق السيدية في العاصمة العراقية بغداد. أسفر الهجوم الانتحاري عن مقتل ما لا يقل عن 135 شخصًا وإصابة 339 آخرين. وقد أدت القنبلة، التي قدر وزنها بنحو طن واحد، إلى تدمير ما لا يقل عن 10 مبان ومقاهي ومحال تجارية في منطقة ذات أغلبية سنية تقع على بعد أقل من نصف ميل من نهر دجلة.

## الخسائر والتداعيات
أسفرت الهجمات عن مقتل ما لا يقل عن 135 شخصًا وإصابة 339 آخرين، مما جعلها الهجوم الأكثر دموية منذ تفجيرات مدينة الصدر في 23 نوفمبر 2006. حيث كانت هذه الانفجارات أسوأ واحدة من أربع هجمات ضخمة وقعت في الأسابيع الثلاثة السابقة، جميعها استهدفت مناطق شيعية كثيفة في بغداد والحلة، بما في ذلك هجوم على سوق آخر في بغداد في 22 يناير 2007، والذي أسفر عن مقتل ما لا يقل عن 88 شخصًا وإصابة أكثر من 160 آخرين. وقد تعرض نفس السوق لسلسلة من التفجيرات بواسطة سيارات مفخخة في 2 ديسمبر 2006، مما أسفر عن مقتل أكثر من 50 شخصًا. بعد الانفجار، تعرض أقرب مستشفى لضغوط كبيرة بسبب العدد الهائل من المرضى المتأثرين بالانفجار. وقد صرح مسؤول في وزارة الصحة بأن عدد القتلى من المحتمل أن يرتفع بشكل كبير. وأفادت وزارة الداخلية العراقية بأن حوالي 1,000 شخص قُتلوا في جميع أنحاء العراق خلال الأسبوع السابق بسبب المعارك المسلحة، وعمليات إطلاق النار، وهجمات بالقنابل.

## توقيت الهجمات
ووفقًا للشرطة، كان المهاجم يقود شاحنة تحمل مواد غذائية عندما انفجرت المتفجرات، مما أدى إلى تدمير المتاجر والأكشاك التي كانت منصوبة في سوق السيدية المزدحم في الهواء الطلق. وكان العديد من الناس يتطلعون لشراء الطعام قبل حظر التجول المقرر في ذلك المساء، ومن المرجح أن الانتحاريين خططوا لذلك من أجل التسبب في وقوع أكبر عدد من الضحايا.

## روابط خارجية
- موقع بي بي سي للصور